# Raging Bull
Raging Bull – trzeci singel André Tannebergera z albumu Contact. Został wydany 4 lipca 2014 roku i zawiera cztery utwory.

## Lista utworów
| Nr | Tytuł                             | Długość |
| -- | --------------------------------- | ------- |
| 1. | Raging Bull (Original Mix)        | 3:37    |
| 2. | Raging Bull (Extended Mix)        | 5:28    |
| 3. | Raging Bull (Richie Romano Remix) | 4:35    |
| 4. | Raging Bull (Junkx Remix)         | 5:37    |